# هورنی براننا
هورنی براننا (به چکی: Horní Branná) یک منطقهٔ مسکونی در جمهوری چک است که در ناحیه سمیلی واقع شده‌است. هورنی براننا ۱٬۸۳۳ نفر جمعیت دارد و ۴۵۹ متر بالاتر از سطح دریا واقع شده‌است.